# Обекти на световното наследство в Иран
През 1975 г. Иран приема конвенцията на ЮНЕСКО, като прави историческите си обекти допустими за включване в списъка на организацията. Към 2018 г., в Списъка на ЮНЕСКО са включени 23 обекта на Иран.
Сред най-известните ирански обекти се нареждат: зикуратът Чога Занбил, цитаделата Арг-е Бам, руините на Персеполис, Бехистунски надпис, площад Нагш-е Джахан, Пасаргад и други.
|     | Име на обект                                       | Снимка | Място                                                       | Година | Номер на регистрация | Описание |
| --- | -------------------------------------------------- | ------ | ----------------------------------------------------------- | ------ | -------------------- | --- |
| 1.  | Арменски манастири на Иран                         |        | Северозападен Иран                                          | 2008   | 1262                 | Арменските манастири на Иран се намират в северозападната част на страната и се състоят от три манастира на арменската християнска вяра: Св. Тадеус, Св. Стефанос и параклисът Дзордзор |
| 2.  | Арг-е Бам                                          |        | Бам                                                         | 2004   | 1208bis              | Цитаделата на Бам е най-голямата кирпичена сграда в света. |
| 3.  | Бехистунски надпис                                 |        | Керманшах                                                   | 2006   | 1222                 | Бехистунският надпис е триезичен клинописен текст (староперсийски, еламски и вавилонски) издълбан на скала в днешен Иран – югозападно от Екбатана между Хамадан и Керманшах. Надписът е издълбан по нареждане на цар Дарий I521 – 486 пр.н.е. и описва събитията от годините 523 – 521 пр.н.е. |
| 4.  | Мейманд                                            |        | Керман                                                      | 2015   | 1423rev              | Древното село Мейманд в провинция Керман датира от 12 000 години. Много от жителите му живеят в ръчно изкопани в скалите къщи, някои от които се обитават от 3000 години. |
| 5.  | Гонбад-е Кавус                                     |        | Голестан                                                    | 2012   | 1398                 | Кулата Гонбад-е Кавус има 53 м височина. Гробницата е построена през 1006 г. за Кавус Ибн Вошмгир – зияридски владетел и литератор. Намира се в близост до древен град Джорджан. Кулата е единственото останало доказателство за Джорджан. |
| 6.  | Голестан (дворец)                                  |        | Техеран                                                     | 2013   | 1422                 | Дворецът Голестан, известен и като Мраморният дворец е един от най-уникалните исторически комплекси на Иран в Техеран. Дворецът Голестан, което буквално означава „Дворецът на розите“, е бивш царски комплекс на Каджарската династия. |
| 7.  | Деще Лут                                           |        | Керман и Систан и Балучестан                                | 2016   | 1505                 | Деще Лут (букв. „Пустиня на празнотата“) е пустиня в югоизточната част на Иранското плато. Площта ѝ е 52 000 кв. км, която я прави 25-а по площ пустиня в света. |
| 8.  | Сасанидски археологически пейзаж на провинция Фарс |        | Фарс                                                        | 2018   | 1568                 | Осемте археологически обекта, разположени в три географски района в югоизточната част на провинция Фарс: Фирузабад, Бишапур и Сарвестан. Укрепените сгради, дворци и градски планове датират от най-ранните и по-късните времена на Сасанидската империя. |
| 9.  | Петъчна джамия в Исфахан                           |        | Исфахан                                                     | 2012   | 1397                 | Разположена в историческия център на Исфахан, Петъчната джамия е пример за илюстрация на еволюцията на джамийната архитектура. Тя е най-старата запазена сграда от типа в Иран и прототип за по-късно проектиране на джамии в Централна Азия. |
| 10. | Пасаргад                                           |        | Фарс                                                        | 2004   | 1106                 | Пасаргад е древна столица на Кир Велики от Ахеменидската династия, основана през 6 век пр. Хр. Разположен е в близост до град Шираз. Днес е археологически обек. |
| 11. | Персеполис                                         |        | Фарс                                                        | 1979   | 114                  | Персеполис е гръцкото име на древния персийски град Парса, една от столиците на Персийската империя. Останките му са разположени на 70 km североизточно от град Шираз в Иран. |
| 12. | Шахре Сухте                                        |        | Систан и Балучестан                                         | 2014   | 1456                 | Шахре Сухте (букв. „Изгорелият град“) се намира на кръстопътя на търговските пътища от бронзовата епоха, които пресичат Иранското плато. Основан е около 3200 г. пр. Хр. Структурата, гробниците и големият брой значими артефакти, открити там, правят този обект богат източник на информация за възникването на сложни общества и връзката между тях през третото хилядолетие пр. Хр.           |
| 13. | Гробница на шейх Сефи-ал-Дин                       |        | Ардабил                                                     | 2010   | 1345                 | Джамията шейх Сефи-ал-Дин е гробница на шейх Сефи-ал-Дин Ардабили, разположен в Ардабил, Иран. Построена е между началото на 16 и края на 18 век. Джамията се счита за шедьовър на изкуството и архитектурата и е рядък пример за средновековна ислямска архитектура. |
| 14. | Историческа хидравлична система Шущар              |        | Хузестан                                                    | 2009   | 1315                 | Историческата хидравлична система Шущар е островен град от епохата на Сасанидите, със сложна напоителна система, разположена в провинция Хузестан. Историческата хидравлична система Шущар се счита за шедьовър на инженерството в световен мащаб, като се има предвид периода, през който е построена. Тя доказва иранското напреднало познание във водните инженерни науки в миналото.           |
| 15  | Солтание джамия                                    |        | Занджан                                                     | 2005   | 1188                 | Храмът Солтание е една от най-известните забележителности на провинция Занджан. Солтание е мавзолей на осмия илхан Олджейту Мохамад Ходабанде. Намира се в едноименния град. Изграждането му започва през 1302 г. и завършва през 1312 г. Той е един от паметниците на персийската архитектура |
| 16. | Суза                                               |        | Хузестан                                                    | 2015   | 1455                 | Суза, предполагаемо основан около 4200 г. пр.н.е., е един от най-древните градове на Земята и столица на Елам, преди да бъде завладян от асирийците. Намира се на 250 km източно от река Тигър, в днешен югозападен Иран. |
| 17. | Табризки пазар                                     |        | Табриз, Източен Азербайджан                                 | 2010   | 1346                 | Традиционният пазар на Табриз е един от най-старите пазари в Близкия Изток и най-големият покрит пазар в света. Най-процъфтяващото време на Табриз и неговият исторически пазар е през 16 век, когато градът става столица на царството на Сефевидите. |
| 18. | Тахт-и-Сулайман                                    |        | Западен Азербайджан                                         | 2003   | 1077                 | Тахт-и-Сулайман е археологически обект в Западен Азербейджан. През епохата на сасанидите е бил център на град Шиз, а по време на монголския илканат е бил познат под името Сатурик. |
| 19. | Чога Занбил                                        |        | Хузестан                                                    | 1979   | 113                  | Чога Занбил е древен Еламитски компплекс. Зикуратът е посветен на Иншушинак, богът на Сузиана, но съща така и на Напириша, богът на Аншан. Свещеници за извършвали религиозни церемонии на това място. Съществували са специални платформи, на които са се поднасяли жертвоприношения. |
| 20. | Персийски градини                                  |        | Различни провинции: Фарс, Керман, Мазандаран, Исфахан и др. | 2011   | 1372                 | Персийски градини е название на парковото изкуство, възникнало в Древна Персия и оказало влияние върху градинската архитектура по света. Стилът на персийските градини е характерен за дворцовите комплекси. Той получава широко разпространение и се проследява на територия от Испания до Западна Индия.                                                                                         |
| 21. | Персийски ганат                                    |        | Различни провинции: Язд, Керман, Исфахан, Маркязи и др.     | 2016   | 1506                 | Ганат е изкуствено подземно иригационно съоръжение. Първите ганати възникват в Древна Персия и се разпространяват до Индия и Китай на изток и до Европа и Америка на запад. Те осигуряват на населението целогодишен достъп до вода и са алтернатива на откритите естествени водоизточници за географските райони, където такива водоизточници пресъхват през горещите сезони                      |
| 22. | Язд                                                |        | Язд                                                         | 2017   | 1544                 | Язд е един от най-древните градове на света, административен център на едноименната провинция в съвременния Иран. Намира се в централната част на страната, на около 250 km източно от Исфахан, в един оазис между пустините Дащ-е Кавир и Дащ-е Лут. Известен е с оригиналната архитектура на глинените къщи, древните паметници на зороастрийската религия и големия брой вятърни кули(бадгири). |
| 23. | Нагш-е Джахан                                      |        | Исфахан                                                     | 1979   | 115                  | Площадът Нагш-е Джахан, наричан още Имамски площад се намира в Исфахан. |